# Stourne bronzé
Aplonis panayensis
Espèce
Statut de conservation UICN

 LC  : Préoccupation mineure

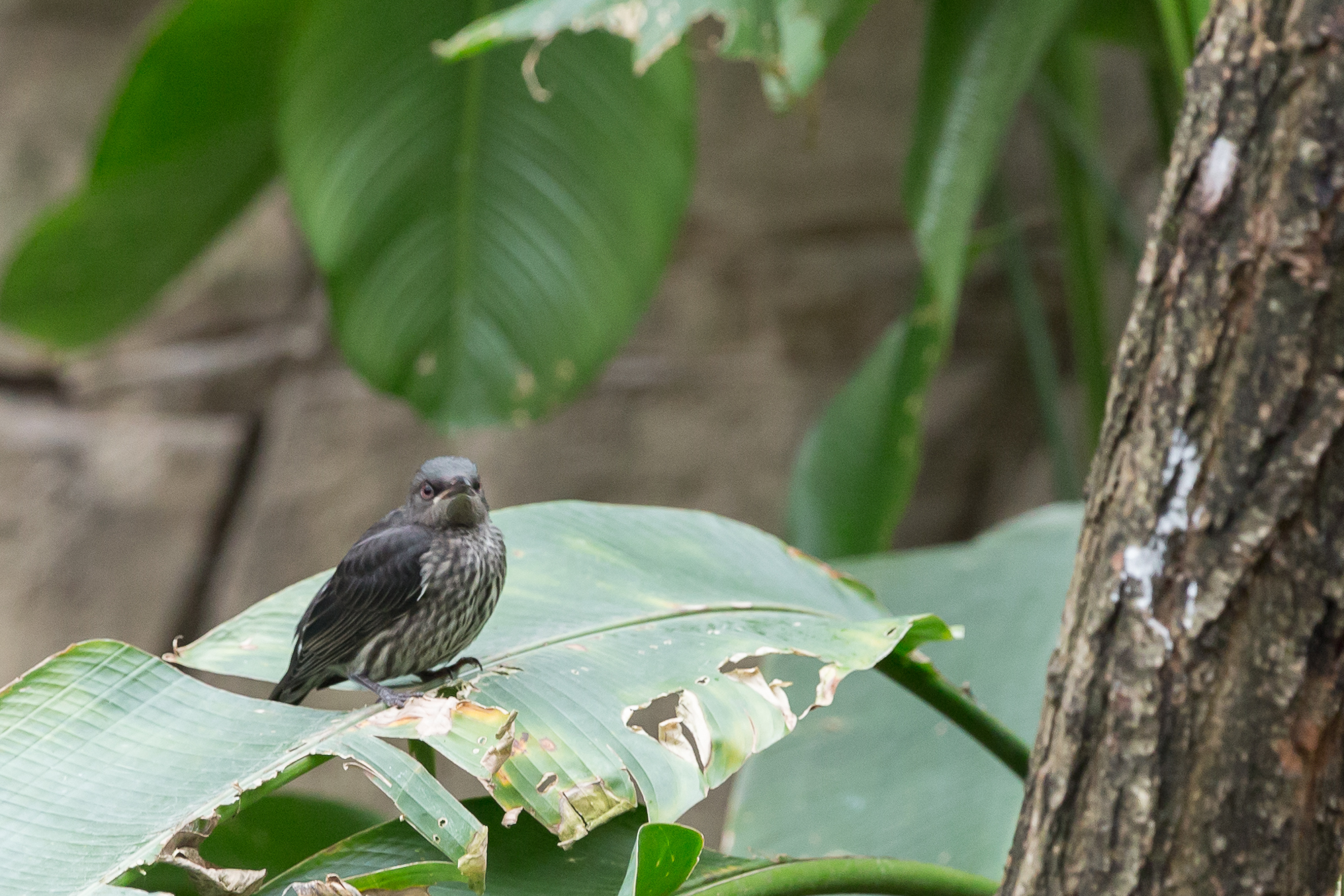
Juvénile au ZooParc de Beauval à Saint-Aignan-sur-Cher, France.

Le Stourne bronzé (Aplonis panayensis) ou Merle bronzé de Panay est une espèce de passereau appartenant à la famille des Sturnidae. 

## Répartition
Cette espèce est présente en Asie du Sud-Est.

## Sous-espèces
D'après Alan P. Peterson, il existe les 13 sous-espèces suivantes :
- Aplonis panayensis affinis (Blyth) 1846 ;
- Aplonis panayensis albiris Abdulali 1967 ;
- Aplonis panayensis alipodis (Oberholser) 1926 ;
- Aplonis panayensis altirostris (Salvadori) 1887 ;
- Aplonis panayensis enganensis (Salvadori) 1892 ;
- Aplonis panayensis eustathis (Oberholser) 1926 ;
- Aplonis panayensis gusti Stresemann 1913 ;
- Aplonis panayensis heterochlora (Oberholser) 1917 ;
- Aplonis panayensis pachistorhina (Oberholser) 1912 ;
- Aplonis panayensis panayensis (Scopoli) 1786 ;
- Aplonis panayensis sanghirensis (Salvadori) 1876 ;
- Aplonis panayensis strigata (Horsfield) 1821 ;
- Aplonis panayensis tytleri (Hume) 1873.